# Koeterwaals
Koeterwaals is een algemene benaming voor onbegrijpelijk taalgebruik.

## Oorsprong en gebruik
Het oudste bekende gebruik van de term koeterwaal, waar koeterwaals van is afgeleid, komt uit een brief van de dichter en toneelschrijver Bredero, die rond het begin van de zeventiende eeuw leefde. Hij roept uit: O vreemde Hovaardy! die ons eyghen Lantingeboren een Revelduytsch, een krom-tongh en een Koeter-waal maackt!. Hiermee doelt hij specifiek op het gebruik van niet-Duytsche woorden.
Vanaf het midden van de zestiende eeuw gingen er steeds meer stemmen op om het Nederlands te zuiveren van bastaardwoorden. Bredero behoorde daarbij tot degenen die pleitten voor een puristische taal, net als bijvoorbeeld Dirck Volkertsz. Coornhert en Hendrik Laurensz. Spiegel. De wiskundige Simon Stevin bedacht in diezelfde tijd allerlei nieuwe Nederlandse woorden ter vervanging van de tot dan toe gebruikte Latijnse wetenschappelijke termen.
Later is "koeterwaals" in het algemeen een synoniem geworden voor Nederlands dat voor de toehoorders onbegrijpelijk is, zonder dat het purisme nog op de voorgrond staat.

## Etymologie
Het woord zelf is vermoedelijk afgeleid van de Duitse term Kauderwelsch. 
De etymologie daarvan is niet helemaal zeker; mogelijk gaat het om een verbastering van Churer Welsch, dat wil zeggen: het Reto-Romaans, de in Chur (Tirools: Kauer) van oudsher gesproken Romaanse taal. Welsch is in dit verband een algemene term voor een niet-Germaanse taal, en heeft dus niet specifiek betrekking op het Waals dat in een deel van Franstalig België gesproken wordt. 
Volgens een alternatieve verklaring is het eerste deel afgeleid van het Duitse werkwoord kaudern, dat "kletsen, onduidelijk praten" betekent.